# Курмышский сельсовет
Курмышский сельсове́т — упразднённое сельское поселение в составе Пильнинского района Нижегородской области России. Административный центр — село Курмыш.

## История
Статус и границы сельского поселения установлены Законом Нижегородской области от 15 июня 2004 года № 60-З «О наделении муниципальных образований - городов, рабочих посёлков и сельсоветов Нижегородской области статусом городского, сельского поселения».
Курмышский сельсовет как муниципальное образование упразднено 14 мая 2022 года при преобразовании Пильнинского района в Пильнинский муниципальный округ.

## Население
| 2002 | 2010  | 2012  | 2013  | 2014  | 2015  | 2016 |
| ---- | ----- | ----- | ----- | ----- | ----- | ---- |
| 1291 | ↘1038 | ↗1047 | ↘1040 | ↘1020 | ↘1006 | ↘980 |
| 2017 | 2018  | 2019  | 2020  | 2021  |       |      |
| ↘957 | ↗963  | ↘944  | ↘913  | ↘910  |       |      |

## Состав сельского поселения
| № | Населённый пункт | Тип населённого пункта       | Население |
| - | ---------------- | ---------------------------- | --------- |
| 1 | Красная Горка    | посёлок                      | →0        |
| 2 | Курмыш           | село, административный центр | ↘1037     |
| 3 | Новое Жилище     | поселок                      | ↗1        |

## Примечание
1. ↑  Нижегородская область. Общая площадь земель муниципального образования. Дата обращения: 7 января 2016. Архивировано 13 июня 2018 года.
2. 1 2  Итоги Всероссийской переписи населения 2020 года (по состоянию на 1 октября 2021 года)
3. ↑  Закон Нижегородской области от 15 июня 2004 года № 60-З «О наделении муниципальных образований - городов, рабочих посёлков и сельсоветов Нижегородской области статусом городского, сельского поселения». Дата обращения: 7 января 2016. Архивировано 5 ноября 2016 года.
4. ↑  Закон Нижегородской области от 4 мая 2022 года № 50-З «О преобразовании муниципальных образований Пильнинского муниципального района Нижегородской области».
5. 1 2 3 4 5  Всероссийская перепись населения 2010 года. Численность и размещение населения Нижегородской области
6. ↑  Численность населения Российской Федерации по муниципальным образованиям. Таблица 35. Оценка численности постоянного населения на 1 январ
7. ↑  Численность населения Российской Федерации по муниципальным образованиям на 1 января 2013 года. Таблица 33. Численность населения городских округов, муниципальных районов, городских и сельских поселений, городских населённых пунктов, сельских населённых пунктов — Росстат, 2013. — 528 с.
8. ↑  Таблица 33. Численность населения Российской Федерации по муниципальным образованиям на 1 января 2014 года
9. ↑  Численность населения Российской Федерации по муниципальным образованиям на 1 января 2015 года
10. ↑  Численность населения Российской Федерации по муниципальным образованиям на 1 января 2016 года — 2018.
11. ↑  Численность населения Российской Федерации по муниципальным образованиям на 1 января 2017 года — М.: Росстат, 2017.
12. ↑  Численность населения Российской Федерации по муниципальным образованиям на 1 января 2018 года — М.: Росстат, 2018.
13. ↑  Численность населения Российской Федерации по муниципальным образованиям на 1 января 2019 года
14. ↑  Численность населения Российской Федерации по муниципальным образованиям на 1 января 2020 года